# Велицкая сельская община
Велицкая сельская община (укр. Велицька сільська громада) — территориальная община в Ковельском районе Волынской области Украины.
Административный центр — село Велицк.
Население составляет 4047 человек. Площадь — 210 км².
В соответствии с распоряжением Кабинета Министров Украины от 12 июня 2020 года, в состав общины вошла территория Велицкого, Мельницкого, Подрожского и Сельцовского сельских советов Ковельского района.

## Населённые пункты
В состав общины входит 12 сёл:
- Велицк
  - Кухари
- Мельницкий старостинский округ:
  - Кривлин
  - Мельница
  - Мирин
  - Рудка-Миринская
- Подрожский старостинский округ:
  - Кашевка
  - Подрожье
- Сельцовский старостинский округ:
  - Арсеновичи
  - Подлесы
  - Сельцо
  - Углы